# De Havilland DH.82 Tiger Moth
El de Havilland DH.82 Tiger Moth és un biplà dissenyat el 1930 per Geoffrey de Havilland i construït per la de Havilland Aircraft Company. Va ser operat per la Royal Air Force (RAF) i altres operadors com a avió d'entrenament primari. Durant la Segona Guerra Mundial també es van utilitzar amb altres finalitats incloent vigilància marítima i fins i tot com a bombarders lleugers.
El Tiger Moth va continuar en servei amb la RAF fins que va ser substituït pel de Havilland Chipmunk a principis dels anys 50. Molts dels avions excedents de l'exèrcit van passar a ser utilitzats per operacions civils. Molts països han utilitzat el Tiger Moth tant amb ús militar com civil i encara avui se'n troben molts com a aernaus d'esbarjo per tot el món. Ocasionalment també s'utilitza actualment com a avió d'entrenament per a pilots que volen guanyar experiència en aquest tipus d'aeronau. Moltes companyies ofereixen vols de prova en Tiger Moths. El de Havilland Moth club, va ser fundat el 1975 que actualment reuneix a molts propietaris de l'avió i els ofereix suport tècnic.

## Desenvolupament

### Origen
Geoffrey De Havilland buscava crear un avió lleuger que superés els seus anteriors dissenys, el de Havilland Humming Bird i el de Havilland DH.51. La història dels diferents models de De Havilland amb el nom Tiger Moth s'inicia amb el reeixit Gipsy Tiger. Cada cop es produïen motors més capaços i l'empresa va construir un prototip de monoplà d'ala baixa, derivat del Gipsy Tiger, per tal de provar el nou motor de Havilland Gipsy III. Les millores d'aquest prototip, que posteriorment seria la primera aeronau coneguda com a Tiger Moth, es van incorporar a un avió d'entrenament militar variant del DH.60 i que es va anomenar DH.60T Moth.
El DH.60T va ser testejat per la Royal Air Force i, tot i tenir algunes deficiències, va rebre un informe favorable. El ministeri de l'aire britànic, va demanar la creació d'un avió d'entrenament bàsic sota l'especificació 15/31i aquest prototip va ser el DH.82 Tiger Moth. Un dels canvis més significatius d'aquest model va ser l'accés a la cabina, ja que s'especificava que l'ocupant del seient del davant, havia de poder escapar fàcilment, especialment portant un paracaigudes.

## Variants
- DH.60T Moth Trainer/Tiger Moth: Avió d'entrenament militar versió del De Havilland DH.60 Moth. Els primers vuit prototips amb la configuració DH.82 es van anomenar Tiger Moth.

- DH.82 Tiger Moth (Tiger Moth I): Avió d'entrenament primari biplaça. Portava un motor de Havilland Gipsy III de 120 h.p.
- DH.82A Tiger Moth (Tiger Moth II): Avió d'entrenament primari biplaça remotoritzat amb un de Havilland Gipsy Major de 130 h.p.
- DH.82B Tiger Moth III: Variant millorada amb un motor de Havilland Gipsy Major III. Tenia un fuselatge més ample i amb una aleta més gran. Va volar per primer cop l'1 d'octubre de 1939 i tan sols es va construir un.